# 鷹嘴突滑囊炎

鷹嘴突滑囊炎（又名：鷹嘴滑囊炎）是肘尖出現肿胀、发红和疼痛的疾病 。若是感染造成的，可能会發燒。这個疾病比较常见，是最常见的滑液囊炎之一。
通常是肘部受伤或受压、感染或某些疾病（如：類風濕性關節炎或痛风）引起。鹰嘴滑囊炎与某些工作有关，如：管道工、采矿工、园艺工和机械工。致病機轉是鷹嘴突和皮肤间的滑液囊的发炎。通常依症状诊断。
治疗包括避免再次受伤、使用彈性繃帶加壓和使用非類固醇消炎藥 。若懷疑感染，可以抽液体出來，并进行检测；但这並非必需，雖然常會建议使用抗生素 。類固醇注射的療效仍有争议。如果其他治療失敗，可以考慮手术。